# Antoni Andreu Asensi
Antoni Andreu Asensi   (Barcelona, 1 de gener de 1947) fou un jugador d'handbol català que jugà durant les dècades de 1960 i 1970.
Des de mitjan anys seixanta i fins a la temporada 1973-74 jugà a l'Atlético de Madrid, on aconseguí diversos subcampionats de Lliga. Posteriorment fitxà pel Marcol València, amb el qual obtingué la quarta plaça a la lliga espanyola. Fou 61 vegades internacional amb la selecció espanyola i participà, entre d'altres competicions internacionals, en els Jocs Olímpics de Múnic de 1972.